# Éloise
Éloise ist eine französische Gemeinde im Département Haute-Savoie in der Region Auvergne-Rhône-Alpes.

## Geographie
Éloise liegt auf 510 m, in der Nähe von Bellegarde-sur-Valserine, etwa 28 Kilometer nordwestlich der Stadt Annecy (Luftlinie). Das Bauerndorf erstreckt sich an aussichtsreicher Lage auf dem Hochplateau westlich der Montagne de Vuache, zwischen den tief eingeschnittenen Tälern der Rhône und der Usses, im Genevois.
Die Fläche des 8,95 km² großen Gemeindegebiets umfasst einen Abschnitt des westlichen Genevois. Die nördliche Grenze bildet die Rhône, die hier in einem mehr als 150 m tief in die umgebenden Plateaus eingesenkten Tal von Osten nach Westen liegt und durch die Talsperre Génissiat aufgestaut ist. Bei Bellegarde-sur-Valserine zeichnet sie einen scharfen Knick und fließt nach Süden. Vom Flusslauf erstreckt sich das Gemeindeareal auf das südlich angrenzende Hochplateau (durchschnittlich 500 m), das durch mehrere kurze Erosionstäler untergliedert ist. Am Rand des Waldgebietes Bois du Clos wird mit 533 m die höchste Erhebung von Éloise erreicht.
Zu Éloise gehören neben dem eigentlichen Ortskern auch mehrere Weilersiedlungen und Gehöfte, darunter:
- Bois d’Arlod (430 m) am Westabhang des Plateaus oberhalb von Bellegarde
- Fiolaz (490 m) auf dem Hochplateau von Éloise

Nachbargemeinden von Éloise sind Bellegarde-sur-Valserine und Léaz im Norden, Clarafond-Arcine im Osten, Chêne-en-Semine im Süden sowie Saint-Germain-sur-Rhône im Westen.

## Geschichte
Das Gemeindegebiet von Éloise war bereits im Neolithikum besiedelt. Erstmals urkundlich erwähnt wird die Ortschaft im 12. Jahrhundert unter dem Namen Ehelusia. Auf dem Gebiet hatte das Kloster Saint-Oyen de Joux reichen Grundbesitz. Éloise gehörte von 1860 bis 2015 zum Wahlkreis (Kanton) Frangy.

## Bevölkerung
| Jahr                       | 1962 | 1968 | 1975 | 1982 | 1990 | 1999 | 2009 | 2020 |
| Einwohner                  | 292  | 377  | 444  | 487  | 656  | 715  | 862  | 931  |
| Quellen: Cassini und INSEE |      |      |      |      |      |      |      |      |

Mit 935 Einwohnern (Stand 1. Januar 2022) gehört Éloise zu den kleinen Gemeinden des Départements Haute-Savoie. Seit Mitte der 1960er Jahre wurde dank der Nähe zu Bellegarde-sur-Valserine eine deutliche Bevölkerungszunahme verzeichnet.

## Sehenswürdigkeiten
Die Kirche Saint-Vincent in Éloise stammt aus dem 18. Jahrhundert. Die Pont de Grésin, eine nur über einen Feldweg erreichbare Hängebrücke unterhalb des Dorfes, deren Vorläufer im 17. Jahrhundert Teil der Spanischen Straße war, die den spanischen Habsburgern die Verbindung mit den Spanischen Niederlanden ermöglichte.

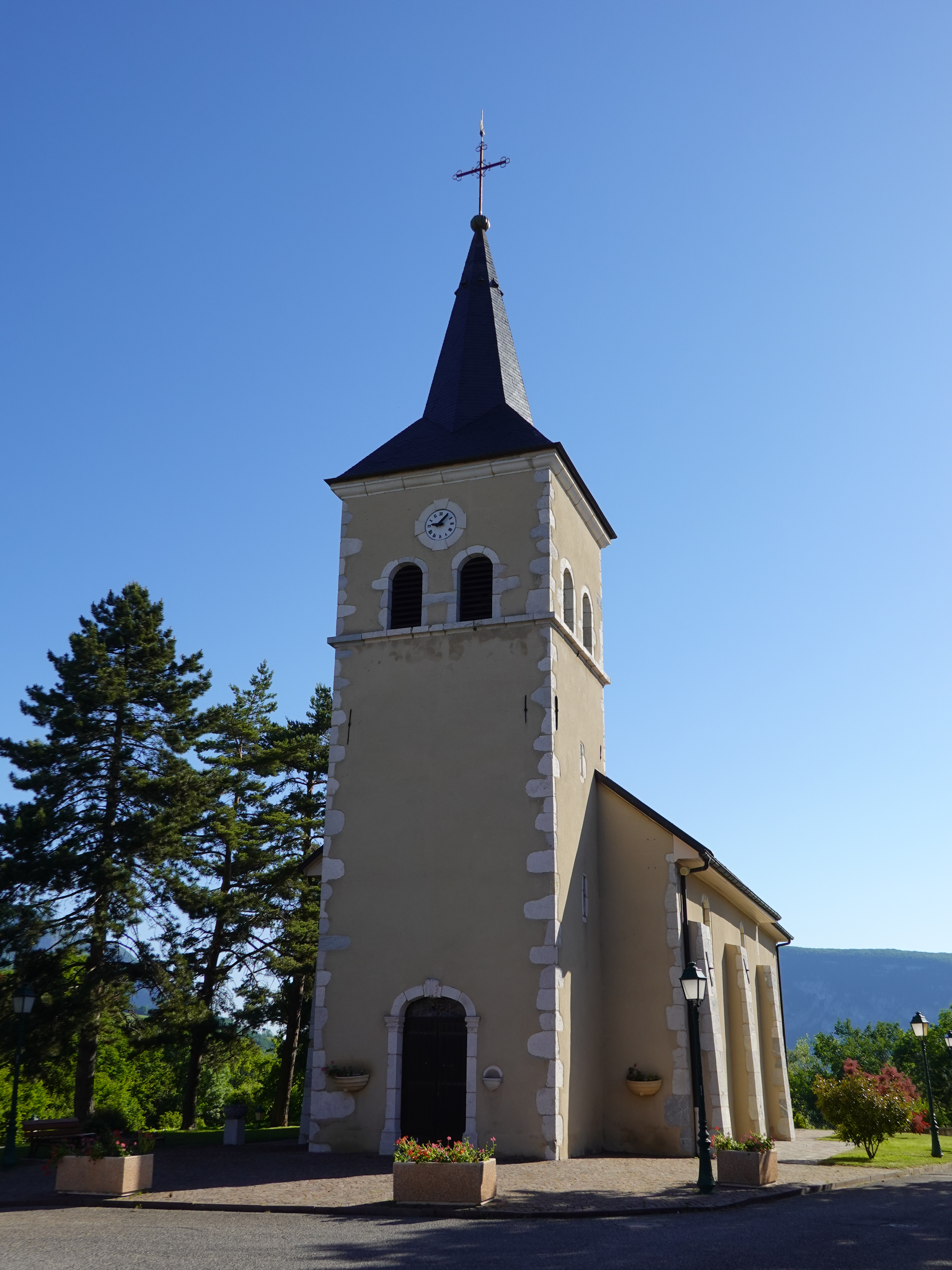
Kirche Saint-Vincent
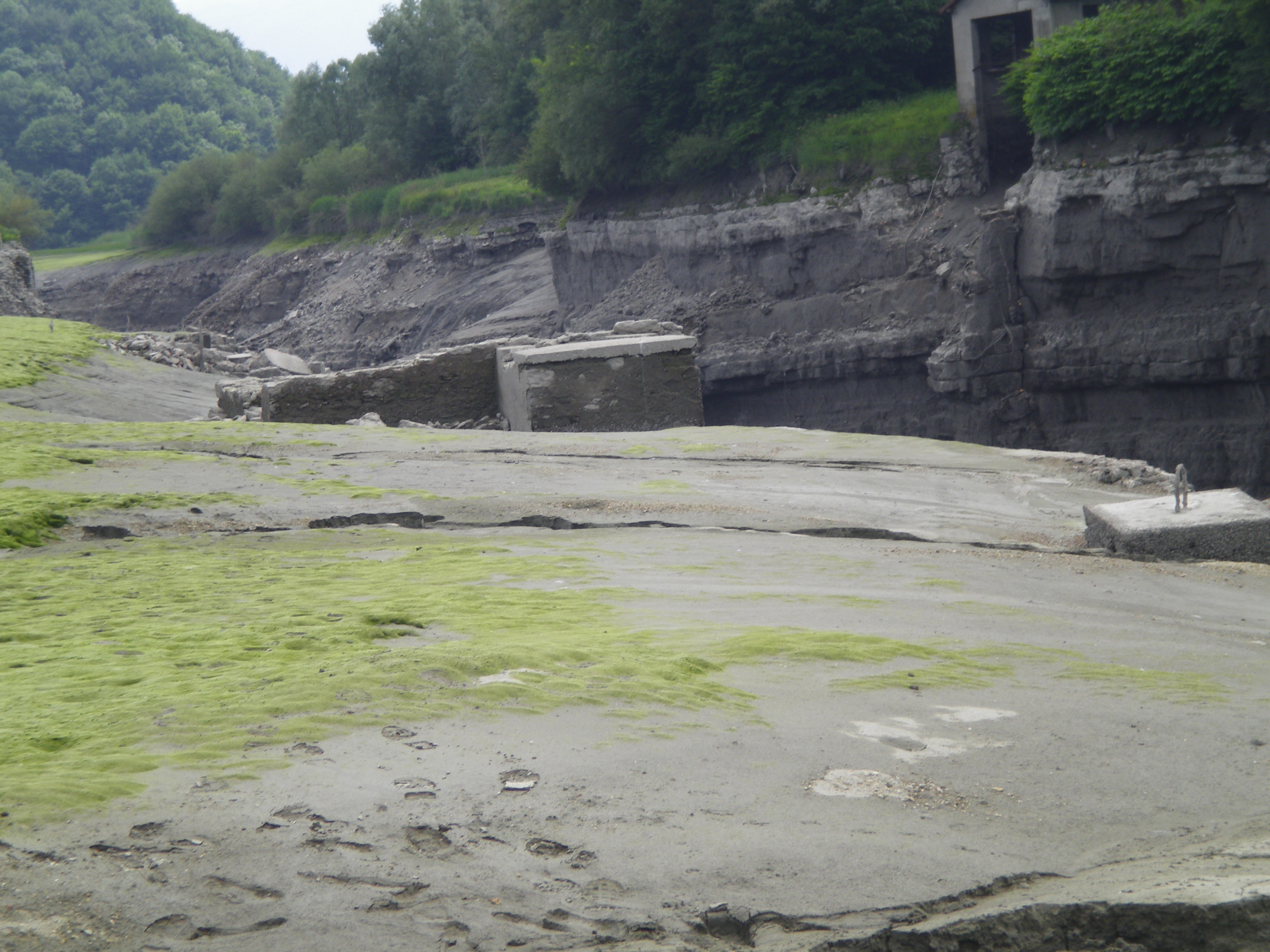
Stelle des aufgegebenen Dorfes Essertoux
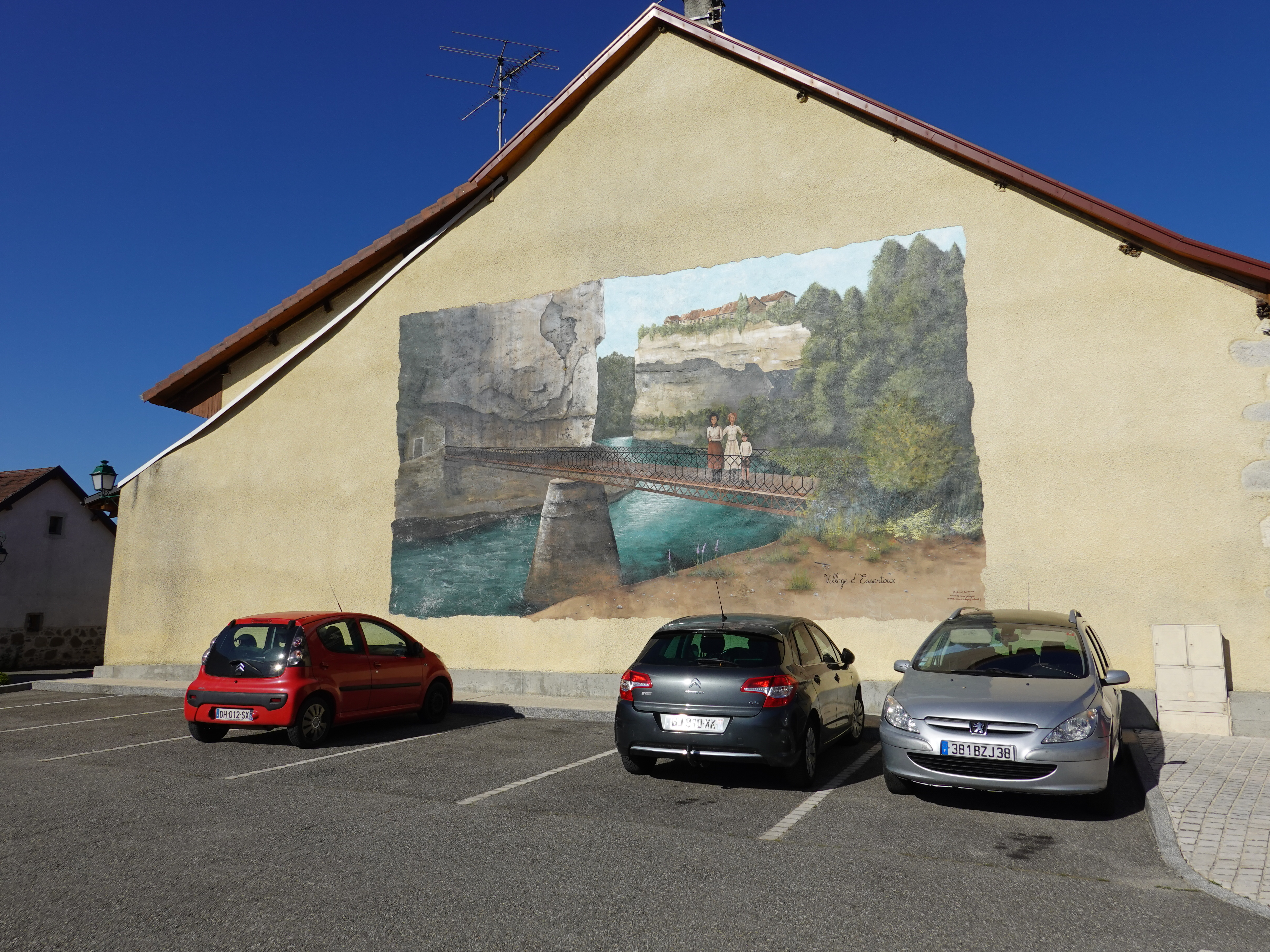
Wandmalerei in Éloise
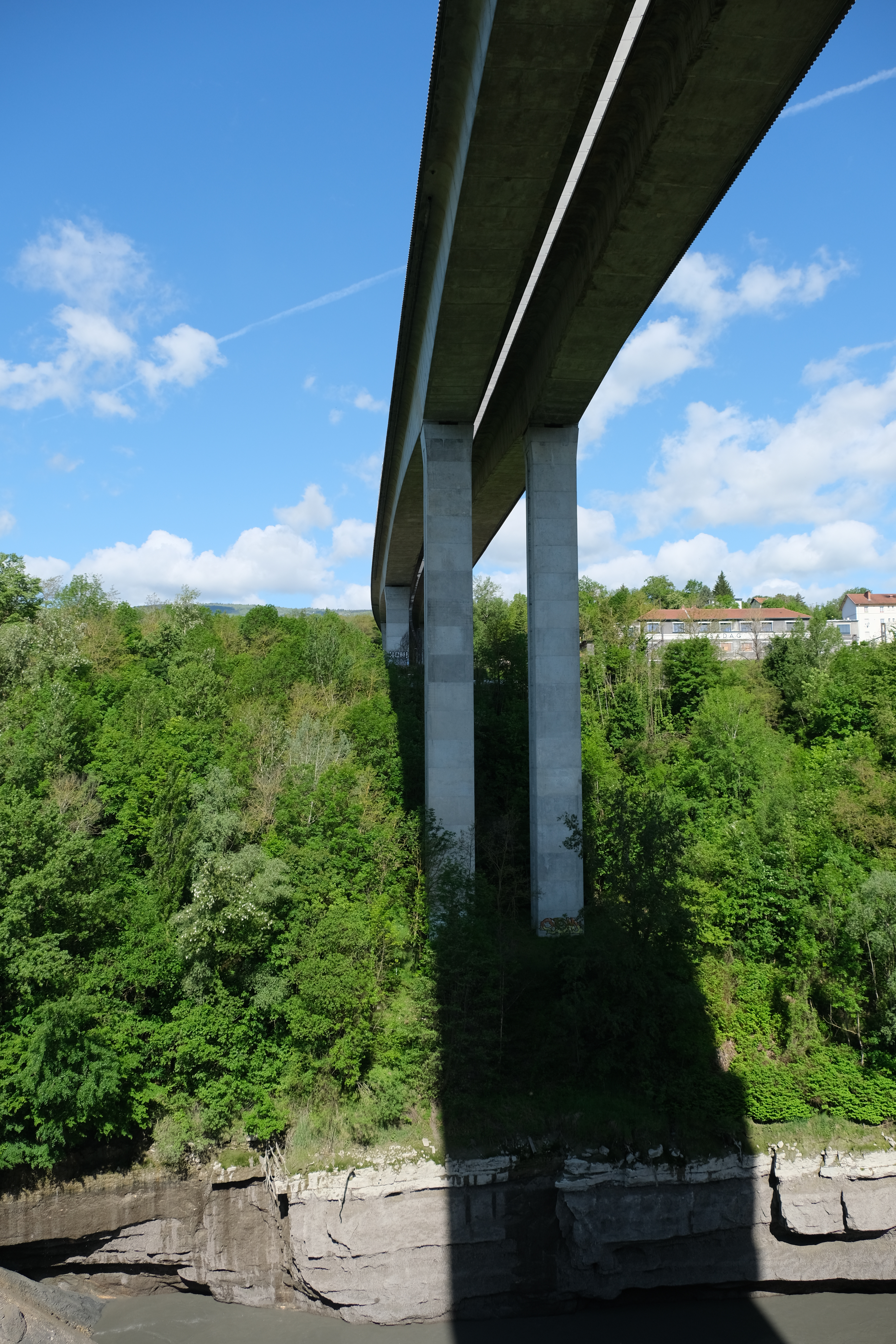
Autobahnbrücke der A 40

## Wirtschaft und Infrastruktur
Éloise ist noch heute ein vorwiegend durch die Landwirtschaft geprägtes Dorf. Daneben gibt es einige Betriebe des lokalen Kleingewerbes. Zahlreiche Erwerbstätige sind Wegpendler, die in den größeren Ortschaften der Umgebung, insbesondere in Bellegarde-sur-Valserine ihrer Arbeit nachgehen.
Die Ortschaft ist verkehrsmäßig gut erschlossen. Sie liegt nahe der Hauptstraße N508, die von Annecy nach Bellegarde-sur-Valserine führt. Eine weitere Straßenverbindungen besteht mit Saint-Germain-sur-Rhône. Der nächste Anschluss an die Autobahn A 40, die das Gemeindegebiet durchquert, befindet sich in einer Entfernung von rund zwei Kilometern.